# Phyllophaga boruca
Phyllophaga boruca är en skalbaggsart som beskrevs av Moron 2003. Phyllophaga boruca ingår i släktet Phyllophaga och familjen Melolonthidae. Inga underarter finns listade i Catalogue of Life.